# Eysson
Eysson é uma comuna francesa na região administrativa de Borgonha-Franco-Condado, no departamento de Doubs. Estende-se por uma área de 6,01 km². Em 2010 a comuna tinha 119 habitantes (densidade: 19,8 hab./km²).